# Lucidarius
Lucidarius ('lysgiver') er en folkebog fra middelalderen.
Sit navn og fremstillingsmåden – samtale
mellem en spørgende 'discipulus' og en svarende
'magister' – lånte den fra et latinsk skrift af
den i Tyskland bosatte gejstlige Honorius fra Autun
fra begyndelsen af 12. århundrede: Elucidarium eller
Elucidarius (quia in eo obscuritas diversarum rerum elucidatur).
Det var en kortfattet dogmatik i
katekismusform til
brug for teologer. Det nød stor
anseelse og blev oversat eller
bearbejdet på flere europæiske sprog, som
italiensk, provençalsk, fransk, engelsk, højtysk,
nedertysk, svensk i to forskellige bearbejdelser og til
islandsk, udgivet 1858 ved Konráð Gíslason i Annaler for nordisk Oldkyndighed.
På grundlag af Honorius’ Elucidarium og med benyttelse af
en del andre middelalderlige værker opstod i
slutningen af 12. århundrede den tyske folkebog Lucidarius,
som blev udarbejdet på foranledning af hertug Henrik Løve,
og hvis formål var at give
en på lægfolk beregnet udsigt over
datidens tro og viden om blandt andet skabelsen, messen,
kirkefesterne, skærsilden, helvede, dommedag
osv., desuden geografiske, zoololigske, astronomiske
oplysninger m.m.
Fra tysk blev folkebogen oversat
til nederlandsk og tjekkisk, hvorimod den
overførtes til dansk i en fri bearbejdelse,
et håndskrift fra slutningen af 15. århundrede, det ældste
tryk ved Gotfred af Ghemen 1510; ny udgave ved Carl Joakim Brandt 1849 og ved Johannes Knudsen 1909.
Den danske Lucidarius indeholder de ældste danske oversættelser af Fadervor og Trosbekendelsen.
På reformationstiden
blev Lucidarius omarbejdet i protestantisk ånd, ældste udgave
Roskilde ca. 1534, senere optrykt mange gange, bl.a. Holstebro 1892.